# Pjotr Panin
Pjotr Ivanovitj Panin (ryska: Пётр Иванович Панин), född 1721, död 1789, var en rysk greve och general, bror till Nikita Ivanovitj Panin, far till Nikita Petrovitj Panin.
Panin utmärkte sig under kriget mot turkarna vid stormningen av Bender 26 september 1770 samt vid undertryckandet av Jemeljan Pugatjovs uppror (1773-75).